# Prostanthera sericea
Prostanthera sericea là một loài thực vật có hoa trong họ Hoa môi. Loài này được (J.M.Black) B.J.Conn miêu tả khoa học đầu tiên năm 1988.